# 6035 Citlaltépetl
A 6035 Citlaltépetl (ideiglenes jelöléssel (6035) 1987 OR) a Naprendszer kisbolygóövében található aszteroida. Eric Walter Elst fedezte fel 1987. július 27-én.